# Гогоберідзе Автанділ Миколайович
Автанділ Миколайович Гогоберідзе (рос. Автандил Николаевич Гогоберидзе, груз. ავთანდილ ღოღობერიძე, нар. 3 серпня 1922, Сухумі — пом. 20 листопада 1980, Тбілісі) — радянський футболіст, що грав на позиції нападника. По завершенні ігрової кар'єри — футбольний тренер. Заслужений майстер спорту СРСР(1951).
Як гравець найбільш відомий виступами за «Динамо» (Тбілісі), в якому провів майже всю свою кар'єру, а також національну збірну СРСР.

## Клубна кар'єра
До війни виступав за сухумські «Харчовик» та «Динамо».
1945 року став гравцем «Динамо» (Тбілісі), кольори якого і захищав сімнадцять років, до кінця кар'єри гравця. Більшість часу, проведеного у складі тбіліського «Динамо», був основним гравцем атакувальної ланки команди. У складі тбіліського «Динамо» був одним з головних бомбардирів команди, маючи середню результативність на рівні 0,37 голу за гру першості. У сезонах 1951 року та 1953 року ставав найкращим бомбардиром Чемпіонату СРСР.

## Виступи за збірну
1952 року дебютував в офіційних матчах у складі національної збірної СРСР. Протягом кар'єри у національній команді, яка тривала усього 3 роки, провів у формі головної команди країни лише 3 матчі, забивши 1 гол.
У складі збірної був учасником футбольного турніру на Олімпійських іграх 1952 року у Гельсінкі.

## Кар'єра тренера
Розпочав тренерську кар'єру відразу ж по завершенні кар'єри гравця, 1961 року, очоливши тренерський штаб клубу «Динамо» (Тбілісі). З 1963 року став начальником команди.
1966 року очолив «Локомотив» (Тбілісі), проте 1967 року потрапив в автомобільну аварію і був прикутий до ліжка.
Помер 20 листопада 1980 року на 59-му році життя у Тбілісі.

## Статистика виступів
| №                       | Дата та місце проведення | Господарі        | Рахунок          | Гості            | Голи             |
| Неофіційні матчі        | Неофіційні матчі         | Неофіційні матчі | Неофіційні матчі | Неофіційні матчі | Неофіційні матчі |
| ----------------------- | ------------------------ | ---------------- | ---------------- | ---------------- | ---------------- |
| 1                       | 11 травня 1952 Москва    | СРСР             | 0 : 1            | Польща           |                  |
| 2                       | 6 липня 1952 Москва      | СРСР             | 2 : 1            | Чехословаччина   |                  |
| Збірна СРСР             |                          |                  |                  |                  |                  |
| 1                       | 15 липня 1952 Котка      | СРСР             | 2 : 1            | Болгарія         |                  |
| 2                       | 6 вересня 1954 Москва    | СРСР             | 7 : 0            | Швеція           | 40'              |
| 3                       | 26 вересня 1954 Москва   | СРСР             | 1 : 1            | Угорщина         |                  |
| Олімпійська збірна СРСР |                          |                  |                  |                  |                  |
| 1                       | 19 липня 1959 Москва     | СРСР             | 2 : 1            | Румунія          |                  |

## Досягнення
- Найкращий бомбардир чемпіонату СРСР: 1951, 1953
- Срібло Спартакіади ( зб  Грузії) : 1956.
- Член Клубу Григорія Федотова.
- Входить до списку 11 найкращих футболістів чемпіонату СРСР: 1951

## Цікаві факти
- Автанділ «рекодсмен» в історії «Динамо» за кількістю незабитих пенальті — 10 промахів
- Автор книги «С мячом за тридевять земель» (Тб., 1964).